# Della Leiter
Della Churchill Leiter é uma personagem do filme 007 - Permissão Para Matar (Licence to Kill), o primeiro da série de James Bond não-baseado numa obra de Ian Fleming.

## Característica
Della é uma amigável e bem-humorada mulher que se casa com Felix Leiter, o agente da CIA amigo de Bond, agora trabalhando para a DEA, a agência norte-americana antidrogas. No dia de seu casamento com Leiter ela diz a Bond que agora é a hora dele se casar e tem uma expressão fria e a resposta triste de que nunca se casará de novo. Depois Leiter lhe diz que Bond já foi casado uma vez mas isso foi há muito tempo e ele não fala no assunto. A cena é um tributo à esposa assassinada de Bond, Teresa Di Vicenzo, mostrado em 007 A Serviço Secreto de Sua Majestade, de 1969.

## Filme
A personagem tem uma participação pequena mas crucial no filme. No início, antes dos títulos de abertura, Della, vestida de noiva, tem que aguardar por Felix, que saiu com Bond para prender o procurado Franz Sanchez, o barão das drogas perseguido há muito tempo pela DEA. Os dois chegam à cerimônia adiada de casamento à espera deles de paraquedas.
Depois da cerimônia, Della e Felix têm a sua festa, onde brindam com os convidados e o padrinho Bond e cortam o bolo. Mais tarde, os dois vão para o quarto e lá encontram Dario, um dos principais capangas de Sanchez, com outros criminosos, que buscam a vingança pela prisão de Sanchez. Della é estuprada e assassinada pelos criminosos na frente do marido inconsciente, enquanto Leiter é levado a um viveiro de tubarões, amarrado acima da água até à cintura a uma corrente, e tem uma perna e um braço devorados. É em função destes crimes que se passará todo o enredo do filme, com James Bond em busca de sua vingança pessoal.